# Apoera
Apoera, ook Apura, is een grensplaats in het district Sipaliwini in Suriname. Het dorp ligt aan de Surinaamse rechteroever van de rivier Corantijn. Het heeft ongeveer 3000 inwoners, inheemse Surinamers van de stam Arowakken.

## Bereikbaarheid
Apoera is behalve over de rivier Corantijn ook over de weg bereikbaar via de verbinding Zanderij-Witagron-Kamp 52 (de zuidelijke Oost-Westverbinding). Het ligt ongeveer 24 kilometer van het Guyanese Arowakkendorp op de linkeroever Orealla. Stroomafwaarts van Apoera ligt vlak bij het eveneens op de rechteroever gelegen Arowakkendorp Washabo, terwijl stroomopwaarts maar eveneens vlakbij op de rechteroever het Triodorp Sandlanding ligt.
Daarnaast werd in 1978 de Mora-ontsluitingsweg geopend, ook wel de Matapi-Apoera-Wakai-bostoegangsweg genoemd, met Apoera halverwege. Deze weg loopt langs de Corantijn en daarmee langs de grens met Guyana.

## Inheems bestuur
Rond 2011 en 2012 speelden perikelen rond de voorgenomen samenvoeging van het bestuur van de dorpen Apoera, Section en Washabo door de regering Bouterse I. Het geschil werd toen beslecht met een referendum, waarin de dorpelingen tegen samenvoeging stemden.

## Economische ontwikkeling
In het kader van het West-Surinameplan werd van 1976 tot 1980 een 80 kilometer lange spoorweg op normaalspoor aangelegd van Apoera naar het zuidelijker gelegen Bakhuisgebergte, ten behoeve van bauxietwinning. Het was de bedoeling dat Apoera ontwikkeld zou worden tot een haven waar bauxiet verscheept kon worden maar uiteindelijk is de spoorlijn nooit gebruikt.
In het kader van het Initiatief voor Infrastructurele Integratie van Zuid-Amerika was er rond 2010 bij Apoera een brug gepland over de Corantijn naar Guyana.

## Gezondheidszorg
In Apoera bevindt zich een kliniek. Het beheer was in handen van de Medische Zending die het op 1 november 2017 overdroeg aan het Mungra Medisch Centrum uit Nieuw-Nickerie.
Tijdens de coronacrisis in het land van 2020 werden Section, Apoera en Washabo van de buitenwereld afgesloten, nadat er een Covid-19-haard was uitgebroken. De besmettingen waren te herleiden naar één persoon.

## Toerisme
Apoera heeft enkele lodges waar toeristen kunnen verblijven tijdens tochten door het regenwoud.

## Trivia
- De Surinaamse schrijver Clark Accord schreef de roman Tussen Apoera en Oreala (2005).

Apoera · Bakhuis · Kamp 52 · Matapi · Sandlanding · Section · Wanapan · Washabo